# Muzej Marton
Muzej Marton prvi je privatni muzej u Hrvatskoj. Njegov osnivač i vlasnik je Veljko Marton, zagrebački poduzetnik i sakupljač umjetnina, koji ga je otvorio kako bi omogućio javnosti pristup vlastitoj zbirci umjetnina. Muzej je smješten u samoborskoj kuriji iz sredine 19. stoljeća. Muzej je otvoren 18. svibnja 2003. na Međunarodni dan muzeja.
Sama Zbirka Marton sastoji se od nekoliko cjelina koje obuhvaćaju srednju i zapadnu Europu u vremenu između dviju polovica 18. i 19. stoljeća. Te se cjeline mogu ugrubo podijeliti na umjetničke predmete od stakla, porculana, srebra, slikarstvo, pokućstvo i satove. 
Nakon gotovo osam godina djelovanja u Samoboru, Muzej Marton, 2011. pronašao je svoj prostor i u Zagrebu, u gornjogradskoj palači Kulmer na Katarininom trgu 2.

## Vanjske poveznice
- Muzej Marton
- Marko Kružić: Strast pretočena u muzej  Arhivirana inačica izvorne stranice od 16. srpnja 2020. (Wayback Machine) Vijenac MH. Br.243, 26. lipnja 2003.